# Iosif Iacobici
Iosif Iacobici (* 8. Dezember 1884 in Alba Iulia; † 11. März 1952 in Aiud, ungarisch Nagyenyed) war ein rumänischer Kriegsminister und Generalstabschef im Zweiten Weltkrieg.

## Leben
Iacobici absolvierte die Kadettenschule in Košice, danach die Militärakademie in Mährisch Weißkirchen und die Höhere Kriegsschule in Wien. Im Ersten Weltkrieg diente er 1914 als Hauptmann in einer Abteilung des k.u.k. Generalstabs, danach als Stabsoffizier im großen Hauptquartier. Er wurde Stabschef der 56. Gebirgsbrigade und arbeitete in der Organisationsabteilung des Generalstabs.

### Frühe Militärkarriere im rumänischen Heer
Im Dezember 1918 wurde er in die rumänische Armee übernommen und nahm zwischen April und August 1919 am Feldzug gegen die ungarische Regierung unter Bela Kun teil. Am 1. April 1919 wurde zum Oberstleutnant befördert und wurde bis September 1921 zum Stabschef der 19. Infanterie-Division bestellt, dazwischen folgte am 1. April 1920 seine Beförderung zum Oberst. Am 19. September 1924 wurde er Kommandeur des 3. Gebirgs-Regiment. Von 1925 bis 1929 fungierte er als Aide-de-camp-Offizier und militärischer Berater des Königs. Danach befehligte er bis zu seiner Beförderung zum Brigadegeneral, die am 10. Mai 1931 erfolgte, die 1. Gebirgs-Brigade. Von 1931 bis 1933 fungierte er als höherer Stabsoffizier im Armee-Inspektorat, danach folgten in Bukarest bis Anfang 1936 Aufgaben als Generalstabsoffizier im Generalstab. Am 22. Oktober 1937 wurde er Kommandeur der 2. Gebirgs-Division und am 24. Dezember 1937 zum Generalmajor befördert. Am 22. Oktober 1937 wurde er zum Hochschuldirektor der Abteilung militärische Ausbildung im Kriegsministerium berufen. Vom 1. April bis 14. Oktober 1938 kommandierte er das II. Korps, danach hatte er bis 1. Februar 1939 die Position eines Ministers der Armee-Stiftung inne. In der Zeit vom 23. September bis 27. Oktober 1939 war er erstmals Kommandeur der 4. Armee, danach war er von Dezember 1939 bis Januar 1941 mit dem Oberbefehl der 3. Armee betraut. Dazwischen erfolgte am 6. Juni 1940 seine Rangerhöhung zum Generalleutnant.

### Kriegsminister und Generalstabschef
Nach dem fehlgeschlagenen Putsch der Eisernen Garde gegen Ion Antonescu wurde der politisch prodeutsch orientierte General de corps Iacobici am 27. Januar 1941 zum Kriegsminister ernannt. Nach der Befreiung von Bessarabien und der nördlichen Bukowina gab Antonescu den Befehl, die dortigen Juden zu vernichten. Iacobici bestellte dafür den Chef der II. Abteilung des Generalstabes, Oberstleutnant Ionescu, mit dem Befehl, „die jüdischen Elemente aus Bessarabien zu entfernen und dort die Organisation und Etablierung der rumänischen Truppen voranzubringen.“ Der Befehl war am 9. Juli 1941 in Kraft getreten. Zwischen 10. September und 8. November 1941 befehligte er als Nachfolger von Generalleutnant Nicolae Ciupercă während der Belagerung von Odessa nochmalig die 4. Armee. Am 22. September 1941, nach dem Tod von General Alexandru Ioaniţiu, wurde Iacobici zum Chef des Generalstabes ernannt. Die Führung des Kriegsministeriums wurde jetzt von Marschall Antonescu selbst übernommen. Anfang Oktober 1941 nahmen die rumänischen Truppen den Angriff auf Odessa wieder auf und gelangten am 16. Oktober in die Stadt. Von den wenigen übrig gebliebenen sowjetischen Soldaten versteckten sich viele in Zivilkleidung in der Stadt und begannen im Untergrund den Kampf als Partisanen. Iacobici war an deren Aufstöbern und dem folgenden Massaker an den Juden beteiligt. Am 2. Januar 1942 kündigte Antonescu an, sich am deutschen Frühjahrsfeldzug in der zentralen Ukraine mit zehn rumänischen Divisionen und später mit weiteren 5–6 Divisionen beteiligen zu wollen. Die Position des Chefs des Generalstabes musste General Iacobici am 20. Januar 1942 auf Druck Antonescus räumen, weil er sich der deutschen Aufforderung widersetzte, zusätzliche rumänische Kräfte für die Sommeroffensive 1942 bereitzustellen.
Nach dem Sturz Antonescus befand sich Iacobici zwischen 18. Mai und 26. August 1946 erstmals in Untersuchungshaft, er wurde wegen mangelnder Beweise vorerst wieder freigelassen. Am 12. August 1948 wurde er umgehend verhaftet und am 18. Januar 1949 von einem rumänischen Gericht zu 8 Jahren Haft verurteilt. Er verstarb im März 1952 im Militärgefängnis von Aiud.